# A.W.O.L.
A.W.O.L. – piąty album studyjny amerykańskiego rapera AZ.

## Lista utworów
| Nr | Tytuł                | Czas  | Producent                | Gościnnie                  |
| -- | -------------------- | ----- | ------------------------ | -------------------------- |
| 1  | "So Sincere (Intro)" | 1:57  | Heatmakerz               |                            |
| 2  | "Never Change"       | 4:26  | Heatmakerz               |                            |
| 3  | "New York"           | 3:45  | Emile                    | Ghostface Killah & Raekwon |
| 4  | "Can't Stop"         | 4:15  | Frade                    |                            |
| 5  | "Still Alive"        | 4:04  | Vinny Idol               |                            |
| 6  | "AZ's Chillin"       | 3:55  | Fizzy Womack             |                            |
| 7  | "City of Gods"       | 4:14  | Disco D                  |                            |
| 8  | "Street Life"        | 4:33  | J-Hen                    | Half-A-Mil & Begetz        |
| 9  | "Bedtime Story"      | 2:12  | Baby Paul & Jimi Kendrix |                            |
| 10 | "The Come Up"        | 3:46  | DJ Premier               |                            |
| 11 | "Envious"            | 2:57  | Moss                     | Bounty Killer              |
| 12 | "A.W.O.L."           | 3:40  | Vinny Idol               |                            |
| 13 | "Live Wire"          | 10:49 | Buckwild                 |                            |

## Użyte sample
- Bedtime Story
  - Quincy Jones – Tell Me A Bedtime Story
- The Come Up
  - Lawrence Hilton-Jacobs – Holdin' On
  - Bone Thugs-n-Harmony – Creepin on ah Come Up
- A.W.O.L.
  - The New Birth – Wildflower
- Magic Hour
  - Gwen McCrae – He Keeps Something Groovy Goin' On

## Pozycje na listach
Notowania albumu
- Lista Billboard 200 – 73. miejsce (2005)
- Lista Top R&B/Hip Hop Albums – 17. miejsce (2005)
- Lista Top Rap Albums – 10. miejsce (2005)
- Lista Top Independent Albums – 5. miejsce (2005)